# Asako Yuzuki
Asako Yuzuki (柚木 麻子 Yuzuki Asako; * 1981 in Tokio) ist eine japanische Schriftstellerin. Yuzuki wurde mehrfach für den Naoki-Preis nominiert, und ihre Romane wurden für Fernsehen, Radio und Film adaptiert. Sie wurde mit dem All-Yomimono-Preis für neue Schriftsteller und dem Yamamoto-Shūgorō-Preis ausgezeichnet.

## Jugend und Ausbildung
Yuzuki wurde 1981 in Tokio geboren. Während ihrer frühen Schulzeit las sie Bücher ausländischer Autoren, darunter die Ramona-Reihe von Beverly Cleary, Anne auf Green Gables und die Romane von Judy Blume.
Während ihrer Zeit in der Junior High School erkrankte Yuzuki schwer und las während ihrer Genesung den Roman Kitchen von Banana Yoshimoto, was sie dazu brachte, mehr japanische Literatur zu lesen. Später besuchte sie die Rikkyō-Universität, an der sie französische Literatur studierte. Nach ihrer Abschlussarbeit über Honoré de Balzac und ihrem Studium arbeitete Yuzuki für einen Süßwarenhersteller, kündigte aber später, um sich auf das Schreiben zu konzentrieren.

## Karriere
Im Jahr 2008 gewann Yuzuki den 88. All Yomimono Preis für neue Schriftsteller für die Geschichte „Vergiss mich, nicht blau“, die von Mobbing in einer protestantischen Mädchenschule in Tokio handelt. Die Geschichte wurde zuerst in der Literaturzeitschrift All Yomimono veröffentlicht und später mit drei anderen zusammenhängenden Geschichten in dem 2010 erschienenen Band Shūten no ano ko (終点のあの子) gesammelt, der Yuzukis erstes veröffentlichtes Buch wurde. Im Jahr 2011 wurde ihr Roman Nageki no bijo (嘆きの美女) über eine Frau, die durch die vielen attraktiven Menschen im Internet frustriert ist und versucht, eine Schönheits-Website zu zerstören, von der Asahi Shimbun veröffentlicht und anschließend als NHK BS Premium-Fernsehkomödie mit Akiko Yada in der Hauptrolle verfilmt.
Yuzuki veröffentlichte 2013 mehrere Bücher, darunter Ōhi no kikan (王妃の帰還, Return of the Queen), Ranchi no Akko-chan (ランチのアッコちゃん), und Itō-kun A to E (伊藤くん A to E). Ōhi no kikan, ein Roman über ein hübsches Mädchen, das in eine Clique von weniger beliebten Manga- und Idol-Otaku-Mädchen in der Mittelschule eintritt, wurde von Jitsugyō no Nihonsha veröffentlicht. Es wurde 2018 in ein NHK-Hörspiel adaptiert. Akka's Lunches (ランチのアッコちゃん, Ranchi no Akko-chan), ein Buch mit vier zusammenhängenden Kurzgeschichten über die zunehmend persönliche Beziehung zwischen einer jungen Büroangestellten und ihrer älteren Chefin, wurde von Futabasha veröffentlicht. Es wurde später in einem 2015 NHK BS Premium Fernsehdrama mit dem gleichen Namen, mit Misako Renbutsu und Naho Toda in den Hauptrollen, adaptiert.
Itō-kun A bis E (伊藤くん A bis E), eine Reihe von miteinander verbundenen Kurzgeschichten über verschiedene Frauen, die jeweils an demselben Mann interessiert sind, wurde 2013 von Gentosha veröffentlicht. Ito-kun A to E wurde für den 150. Naoki-Preis nominiert, was Yuzukis erste Nominierung für den Preis markierte. Sie gewann nicht, da der 150. Naoki-Preis an Makate Asai und Kaoruko Himeno vergeben wurde. Das Buch wurde 2017 in der Fernsehserie The Many Faces of Ito, mit Fumino Kimura in der Hauptrolle und unter der Regie von Ryūichi Hiroki, angepasst, die auch auf Netflix ausgestrahlt wird. Eine Filmversion wurde auch in den Kinos veröffentlicht.
Yuzuki wurde in der Folgezeit noch mehrmals für den Naoki-Preis nominiert. Ihr Roman Honya-san no Daiana (本屋さんのダイアナ, Diana the Book Clerk), eine Geschichte über eine jahrelange Freundschaft zwischen zwei Mädchen aus unterschiedlichen Verhältnissen, wurde 2014 von Shinchosha veröffentlicht und für den 151. Naoki-Preis nominiert. Sie gewann nicht, da der Preis an Hiroyuki Kurakawa ging. Im Jahr 2015 wurde Yuzukis Roman Nairu pāchi no joshikai (ナイルパーチの女子会, Nile Perch Women’s Club), eine Geschichte über zwei Frauen, deren Leben sich kreuzen, als eine die andere erpresst, von Bungeishunjū veröffentlicht. Nile Perch Women’s Club wurde mit dem 28. Yamamoto Shūgorō-Preis ausgezeichnet und war auch für den 153. Naoki-Preis nominiert, der jedoch an den Komiker Naoki Matayoshi ging.
Yuzukis vierte Nominierung für den Naoki-Preis erfolgte 2017, als ihr Roman ‚Butter‘ für den 157. Naoki-Preis nominiert wurde. ‚Butter‘, eine Geschichte über eine Reporterin, die gegen eine Frau ermittelt, die beschuldigt wird, Männer mit ihren Kochkünsten zu ködern und dann zu töten, basierte lose auf einer tatsächlichen Serie verdächtiger Todesfälle von Männern mittleren Alters, die zu einer Verurteilung wegen Mordes und zu einer Todesstrafe für Kanae Kijima führten. Yuzuki gewann den 157. Naoki-Preis nicht, da die Auszeichnung an Shogo Sato ging.
Im Jahr 2018 wurde Yuzukis Roman Date Cleansing (デートクレンジング, Dēto kurenjingu) von Shōdensha veröffentlicht. Im folgenden Jahr wurde sie ein fünftes Mal für den Naoki-Preis nominiert, und zwar für ihr Buch Magical Grandma (マジカルグランマ, Majikaru Guranma).

## Würdigung
- 2008: 88. All-Yomimono-Preis für neue Schriftsteller[26]
- 2015: 28. Yamamoto-Shūgorō-Preis[27]

## Adaptationen
- Nageki no bijo, NHK BS Premium, 2013[28]
- Ranchi no Akko-chan, NHK BS Premium, 2015[29]
- The Many Faces of Ito, MBS/Netflix, 2017[30]
- Ōhi no kikan, NHK FM (radio), 2018[7]

## Ausgewählte Werke
- Shūten no ano ko (終点のあの子), Bungeishunjū, 2010, ISBN 978-4-16-329210-6 (includes „Forget Me, Not Blue“)
- Nageki no bijo (嘆きの美女), Asahi Shimbun Shuppan, 2011, ISBN 978-4-02-250893-5
- Ōhi no kikan (王妃の帰還, Return of the Queen), Jitsugyō no Nihonsha, 2013, ISBN 978-4-408-53619-4
- Ranchi no Akko-chan (ランチのアッコちゃん), Futabasha, 2013, ISBN 978-4-575-23819-8
- Itō-kun A to E (伊藤くん A to E), Gentosha, 2013, ISBN 978-4-344-02458-8
- The Nile Perch Women’s Club (ナイルパーチの女子会, Nairu pāchi no joshikai, Der Nilbarsch Frauenclub), Bungeishunjū, 2015, ISBN 978-4-16-390229-6
- BUTTER (バター, Batā), Shinchosha, 2017, ISBN 978-4-10-335532-8
  - Butter, dt. von Ursula Gräfe, Aufbau Verlage GmbH, Berlin 2023, ISBN 978-3-8412-2918-2
- Date Cleansing (デートクレンジング, Dēto kurenjingu), Shōdensha, 2018, ISBN 978-4-396-63541-1
- Magical Grandma (マジカルグランマ, Majikaru Guranma), Asahi Shimbun Shuppan, 2019, ISBN 978-4-02-251604-6